# Liste der Wappen in Kalabrien
Die Liste der Wappen in Kalabrien zeigt die Wappen der Provinzen der Region Kalabrien der Italienischen Republik. In dieser Liste sind die Wappen jeweils mit einem Link auf den Artikel über die Provinz und mit einem Link auf die Liste der Wappen der Orte in dieser Provinz angezeigt.

## Wappen Kalabriens

Wappen Kalabriens
Flagge Kalabriens
Lage von Kalabrien

## Wappen der Provinzen der Region Kalabrien

Provinz Catanzaro (Wappen der Orte)
Provinz Cosenza (Wappen der Orte)
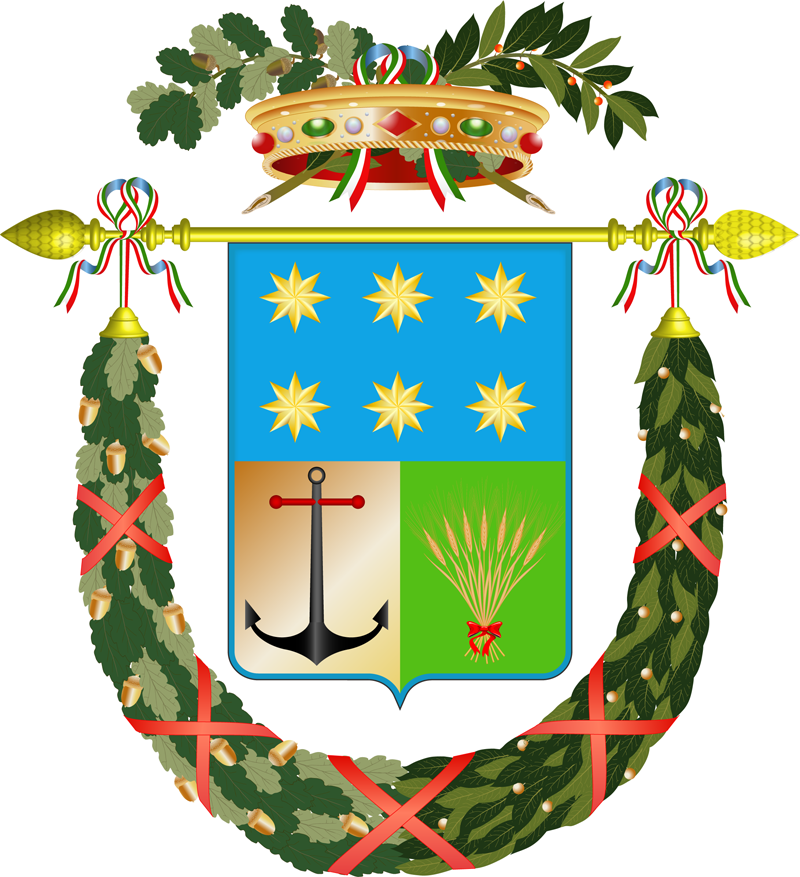
Provinz Crotone (Wappen der Orte)
Provinz Reggio Calabria (Wappen der Orte)
Provinz Vibo Valentia (Wappen der Orte)